# Planaria dactyligera
Planaria dactyligera är en plattmaskart som beskrevs av Kenk 1935. Planaria dactyligera ingår i släktet Planaria och familjen Planariidae.

## Underarter
Arten delas in i följande underarter:
- P. d. dactyligera
- P. d. musculosa